# Тордина сірощока
Торди́на сірощока (Pellorneum malaccense) — вид горобцеподібних птахів родини Pellorneidae. Мешкає в Південно-Східній Азії.

## Підвиди
Виділяють два підвидів:
- P. m. malaccense (Hartlaub, 1844) — Малайський півострів, Суматра і сусідні острови, острови Анамбас, північні острови Натуна[en];
- P. m. poliogenis (Strickland, 1849) — Калімантан, острови Банка і Белітунг.

## Поширення і екологія
Сірощокі тордини мешкають в Індонезії, Малайзії, Брунеї, Таїланді, М'янмі і Сінгапурі. Вони живуть в тропічних лісах, чагарникових заростях, на болотах і плантаціях. Зустрічаються на висоті до 1000 м над рівнем моря. Сезон розмноження триває з лютого по вересень. В кладці 2-3 яйця.

## Збереження
МСОП класифікує стан збереження цього виду як близький до загрозливого. Сірощоким тординам загрожує знищення природного середовища.